# Lukáš Veltšmíd
Lukáš Veltšmíd (* 26. November 1992) ist ein tschechischer Unihockeyspieler auf der Position des Verteidigers, welcher beim Nationalliga-A-Verein UHC Alligator Malans unter Vertrag steht.

## Karriere

### Verein

#### SC Vítkovice
Veltšmíd begann seine Karriere 2005 im Alter von 13 Jahren beim tschechischen Verein Vítkovice. Bis 2010 spielte er in der Juniorenabteilung des tschechischen Clubs. 2010 wurde er erstmals in das Kader der ersten Mannschaft berufen und zur Saison 2011/12 fix in das Kader der ersten Mannschaft integriert. Mit Vitkovice konnte er zwei Mal die tschechische Meisterschaft gewinnen. 2010 und 2012 gewann er mit Vitkovice jeweils die Vizemeisterschaft.
Nach Ablauf der Saison 2014/15 war der Name Veltšmíd auf der Transferliste des tschechischen Verbandes zu finden.

#### UHC Alligator Malans
Der UHC Alligator Malans verkündete im März 2015 den Transfer des tschechischen Nationalspielers. Er war Thomas Hitz, dem Sportchef des UHC Alligator Malans, an der U19-Weltmeisterschaft 2011 in Weissenfels erstmals aufgefallen.
Am 23. Juli 2015 traf der Internationale in Grüsch ein und stieg mit dem UHC Alligator Malans ins Sommertraining ein. In seiner ersten Saison erzielte der Tscheche in 26 Partien acht Tore und legte sechs weitere Tore auf. 2016/17 konnte er seine Ausbeute steigern.
Sportchef Thomas Hitz gab am 10. März 2017 bekannt, dass der Vertrag mit dem Defensivspieler um ein Jahr mit Option auf ein weiteres verlängert wird. Am 11. Mai 2018 verkündete der Verein, dass der auslaufende Vertrag von Lukáš Veltšmíd um zwei Jahre verlängert wurde.

### Nationalmannschaft
Veltšmíd debütierte 2010 für die tschechische U19-Unihockeynationalmannschaft. Mit ihr nahm er 2011 an der Weltmeisterschaft in Weissenfels teil. Es war zugleich sein letzter Einsatz für die U19-Nationalmannschaft, da er mittlerweile zu alt geworden war.
Nach starken Leistungen in der tschechischen Liga wurde er 2013 vom Nationaltrainer für zwei Testspiele gegen die Schweizer Nationalmannschaft aufgeboten. In der ersten Partie blieb er torlos. Sein erstes Tor machte er im zweiten Spiel in der 8. Spielminute auf Zuspiel von Lukáš Hrubý. Seine Leistungen blieben nicht unbemerkt. Seither gehört er zum Stamm der tschechischen A-Nationalmannschaft. Mit ihr nahm er an den Weltmeisterschaften 2014 und 2016 teil.